# Тихонов, Дмитрий Владимирович
Дми́трий Влади́мирович Ти́хонов (13 августа 1988) — российский футболист, нападающий.

## Карьера
В 2004—2008 годах был в составе ЦСКА. Дебютировал 15 марта 2006 — в гостевом матче 1/8 Кубка России против «Спартака» Кострома (3:0) вышел на 82-й минуте и на 90-й минуте забил третий гол ЦСКА. 20 сентября отыграл второй тайм кубкового матча против «Мордовии» (0:1). В июне — июле 2007 провёл ещё три матча — один в Кубке и два в чемпионате. В январе 2008 года подписал контракт с ФК «Спортакадемклуб». Зимой 2009 года после отказа «Спортакадемклуба» от выступлений в первом дивизионе покинул клуб. В сезоне 2009 года играл за «Торпедо-ЗИЛ» во втором дивизионе (зона «Запад»).

## Достижения
- Бронзовый призёр чемпионата России: 2007
- Обладатель Кубка России (2):[источник не указан 2227 дней] 2005/06, 2007/08